# Русу, Игорь Михайлович
Игорь Михайлович Русу (род. 20 ноября 1964, Кишинёв, Молдавская ССР) — российский государственный деятель.
В 1989 году окончил Ленинградское высшее инженерное морское училище имени адмирала Макарова.
Трудовую деятельность начал в городе Геленджике в ЦГГЭ НПО "Южморгеология". Затем занимался транспортно-экспедиторской деятельностью в Новороссийском порту
С 1997 года работал в ОАО "Морской порт "Санкт-Петербург" на должности директора по маркетингу и коммерческой работе.
С 1999 года исполнял обязанности генерального директора, в 2000 году утвержден собранием акционеров генеральным директором порта.
С июля 2004 по декабрь 2005 года — президент ООО «Национальная контейнерная компания».
С декабря 2005 по август 2007 года — генеральный директор ОАО "Компания "Усть-Луга".
С февраля 2008 по апрель 2009 года — заместителя руководителя Федерального агентства морского и речного транспорта Российской Федерации.
С апреля 2009 года — заместитель, исполняющий обязанности генерального директора, с июня 2009 года — генеральный директор ФГУП "Росморпорт".
С июня 2011 года — генеральный директор ОАО "ЛенморНИИпроект".
С 2013 года — генеральный директор ООО "РМП "Тамань", дочернем предприятии ФГУП "Росморпорт", которое занимается строительством причалов для порта на Таманском полуострове в Краснодарском крае.

## Семья
Женат, имеет троих дочерей.